# Ветто
Ветто (італ. Vetto) — муніципалітет в Італії, у регіоні Емілія-Романья,  провінція Реджо-Емілія.
Ветто розташоване на відстані близько 340 км на північний захід від Рима, 80 км на захід від Болоньї, 34 км на південний захід від Реджо-нелль'Емілії.
Населення — 1876 осіб (2014).
Щорічний фестиваль відбувається 10 серпня. Покровитель — святий мученик Лаврентій.

## Демографія
Населення за роками:

Станом на 1 січня 2023 року в муніципалітеті офіційно проживало 106 іноземців з 19 країн, серед них 13 громадян країн Євросоюзу та 9 громадян України.

## Сусідні муніципалітети
- Кастельново-не'-Монті
- Каносса
- Нев'яно-дельї-Ардуїні
- Паланцано
- Рамізето